# Dopamina
La dopamina (C6H3(OH)2-CH2-CH2-NH2)  es un neurotransmisor producido en una amplia variedad de animales, tanto vertebrados como invertebrados. Según su estructura química, la dopamina es una feniletilamina, una catecolamina que cumple funciones de neurotransmisor en el sistema nervioso central, activando los cinco tipos de receptores celulares de dopamina: D1 (relacionado con un efecto activador), D2 (relacionado con un efecto inhibidor), D3, D4 y D5, y sus variantes. La dopamina se produce principalmente en las neuronas dopaminérgicas del área tegmental ventral y la sustancia negra, en el troncoencéfalo. La dopamina es también una neurohormona liberada por el hipotálamo, donde su función principal es inhibir la liberación de prolactina del lóbulo anterior de la hipófisis.
En el cerebro de pacientes con enfermedad de Parkinson degeneran y mueren las neuronas dopaminérgicas de la sustancia negra, las cuales proyectan hacia el putamen y núcleo caudado del estriado, ambos parte de los ganglios basales e implicados en la regulación del movimiento voluntario. La reducción de actividad dopaminérgica a este nivel provoca la pérdida de control de los movimientos voluntarios. El tratamiento para esta enfermedad es restaurativo, ya que intentar compensar la pérdida de dopamina que se produce por la muerte neuronal dopaminérgica. Sin embargo, para poder hacer llegar la dopamina hasta el cerebro y compensar su déficit, se administra su precursor, la L-Dopa (levodopa), normalmente junto a la carbidopa para evitar la degradación de la L-Dopa en plasma y aumentar la cantidad de precursor que llega al cerebro. Una vez atravesada la barrera hematoencefálica, la L-Dopa es metabolizada hasta dopamina gracias a la dopa descarboxilasa.

## Historia
La dopamina fue sintetizada artificialmente por primera vez en 1910 por George Barger y James Ewens en los Laboratorios Wellcome, en Londres, Inglaterra. Se denominó dopamina porque es una monoamina, y su precursor sintético es la 3,4-dihidroxifenilalanina (L-Dopa). En 1952 Arvid Carlsson y Nils-Åke Hillarp, del Laboratorio de Farmacología Química del Instituto Nacional del Corazón, en Suecia, pusieron de manifiesto su importante papel como neurotransmisor. Este y otros logros en transducción de señales en el sistema nervioso le valieron a Carlsson el Premio Nobel en Fisiología o Medicina, en el 2000.

## Bioquímica

### Nombre y familia
La dopamina tiene la fórmula química C6H3(OH)2-CH2-CH2-NH2. Su nombre químico es "4-(2-aminoetil)benceno-1,2-diol" y su abreviatura es “DA”.
Como miembro de la familia de las catecolaminas, la dopamina es un precursor de la norepinefrina (noradrenalina), luego epinefrina (adrenalina) en las vías de biosíntesis de estos neurotransmisores.

### Biosíntesis
La dopamina se biosintetiza tanto en ciertas neuronas del encéfalo como en la médula de las glándulas suprarrenales primero por la hidroxilación de los aminoácidos L-tirosina a L-Dopa mediante la enzima tirosina 3-monooxigenasa, también conocida como tirosina hidroxilasa, y después por la descarboxilación de la L-DOPA mediante la enzima dopa-descarboxilasa. En algunas neuronas, la dopamina es transformada en norepinefrina por la dopamina beta-hidroxilasa.
En las neuronas, la síntesis se da en los terminales axónicos mediante enzimas transportadas por el axón, la dopamina se empaqueta en vesículas, que se liberan en la sinapsis en respuesta a un impulso eléctrico presináptico.

Biosíntesis de la dopamina

### Inactivación y degradación
La dopamina es inactivada principalmente  por el reingreso mediante el transportador de dopamina, luego es clivada (destruida) enzimáticamente por la catecol O-metiltransferasa (COMT) y la monoamino oxidasa (MAO). La dopamina que no es clivada por las enzimas es reempacada en vesículas para su reutilización.
La dopamina también es capaz de hacer difusión simple en la sinapsis y de regular la presión sanguínea.

## Funciones en el sistema nervioso

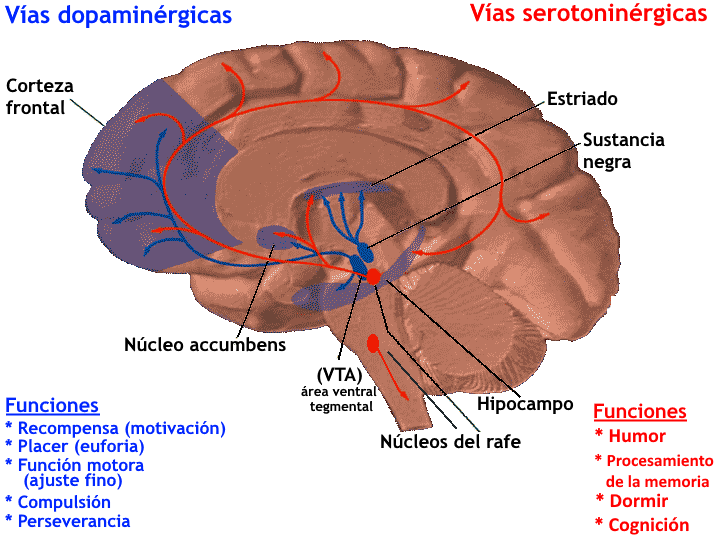
Sistema de la dopamina en azul

La dopamina tiene muchas funciones en el cerebro, entre ellas papeles importantes en el comportamiento, la cognición, la actividad motora, la motivación, la recompensa, la regulación de la producción de leche, el sueño, el humor, la atención y el aprendizaje.[cita requerida]
Las neuronas dopaminérgicas están presentes mayoritariamente en el área tegmental ventral (VTA) del cerebro medio, la parte compacta de la sustancia negra y el núcleo arcuato del hipotálamo.[cita requerida]
La activación de las neuronas dopaminérgicas presenta un patrón de actividad tónico. La aparición de estímulos novedosos y/o relevantes provoca un disparo en forma de ráfaga que facilita la asociación entre la aparición del estímulo, la conducta motivada (aproximación, dirección y esfuerzo para obtener el estímulo) y las consecuencias derivadas de la interacción con dicho estímulo. De este modo, la dopamina es una de las principales moléculas implicadas en el aprendizaje instrumental. [cita requerida] De este modo, la liberación de dopamina sirve como marcador de la ocurrencia de un reforzador. Así, la dopamina funciona como un predictor de error: se libera ante la predicción de la aparición de un reforzador, y se inhibe cuando la contingencia aprendida no se cumple.
En los insectos existe un sistema de recompensa similar que utiliza octopamina, un químico similar a la dopamina.

### Anatomía
Las neuronas dopaminérgicas forman un sistema neurotransmisor que se origina en la parte compacta de la sustancia negra, el área tegmental ventral (VTA) y el hipotálamo. Sus axones se proyectan a través de varias áreas del cerebro mediante estas vías principales:[cita requerida]
- vía mesocortical
- vía mesolímbica
- vía nigroestriatal
- vía tuberoinfundibular

Esta inervación explica muchos de los efectos de activación de este sistema dopaminérgico. Por ejemplo, la vía mesolímbica conecta el VTA y el núcleo accumbens, ambos centrales en el sistema de recompensa cerebral.

### Movimiento
Mediante los receptores de dopamina D1, D2, D3, D4 y D5, la dopamina reduce la influencia de la vía indirecta e incrementa las acciones de la vía directa involucrando los ganglios basales. La biosíntesis insuficiente de dopamina en las neuronas dopaminérgicas puede causar la enfermedad de Parkinson, en la cual una persona pierde la habilidad para ejecutar movimientos finos y controlados. La activación fásica dopaminérgica parece ser crucial con respecto a una duradera codificación interna de habilidades motoras (Beck, 2005).

### Cognición y corteza frontal
En los lóbulos frontales la dopamina controla el flujo de información desde otras áreas del cerebro. Las irregularidades en la dopamina en esta región del cerebro pueden causar un declive en las funciones neurocognitivas, especialmente la memoria sensorial, la atención y la resolución de problemas. Se cree que las concentraciones reducidas de dopamina en la corteza prefrontal contribuyen al trastorno por déficit de atención con hiperactividad. Por el contrario, la medicación antipsicótica actúa como antagonista de la dopamina y se usa en el tratamiento de los síntomas positivos en esquizofrenia.[cita requerida]

### Regulación de la secreción de prolactina
La dopamina es el principal regulador neuroendocrino de la secreción de prolactina desde la hipófisis anterior. La dopamina producida por las neuronas en el núcleo arcuato del hipotálamo se secreta hacia los vasos sanguíneos hipotálamo-hipofisiarios en la eminencia media. En ausencia de dopamina, las células lactotropas, que producen prolactina, secretan prolactina continuamente; la dopamina inhibe su secreción. Así, en el contexto de la regulación de la secreción de prolactina, en ocasiones la dopamina se denomina factor inhibidor de prolactina (PIH o FIP) o prolactostatina. La prolactina también parece inhibir la liberación de dopamina, como un efecto posterior al orgasmo, y es responsable del período refractario.
La succión del pezón desencadena un aumento rápido de producción de prolactina, sin embargo, al final de la lactancia, con las separaciones entre las tomas y la secreción de dopamina se provoca la interrupción de la leche.

### Socialización
La sociabilidad se encuentra también muy ligada a la neurotransmisión de dopamina. La ausencia de dopamina causa apatía (falta de motivación) y anhedonia (falta de placer al realizar actividades). Debido a esto, una baja captabilidad de dopamina se halla con frecuencia en personas con ansiedad social.
En casos de trastorno bipolar, sujetos maníacos pueden ser hipersociales, y también pueden ser hipersexuales. Esto también se da por acción de un incremento de dopamina, lo que provoca manía, que puede ser tratada con antipsicóticos bloqueadores de dopamina.[cita requerida]

### Sistema de recompensa
La dopamina se libera desde neuronas situadas en el área tegmental ventral (ATV) hasta estructuras como el núcleo accumbens, la amígdala, el área septal lateral, el núcleo olfatorio anterior, el tubérculo olfatorio y el neocórtex mediante las proyecciones que tiene el ATV sobre estas estructuras. Participa en experiencias naturalmente recompensantes tales como la alimentación, el sexo, algunas sustancias adictivas y los estímulos neutrales que se pueden asociar con estos.
Los primeros estudios sobre el papel de la dopamina en la recompensa observaron que, cuando a las ratas se les proporcionaba acceso a una palanca que liberaba dopamina en su cerebro, estas no paraban de presionar la palanca. Esto hizo que se relacionase por primera vez la dopamina con el placer. En un estudio más reciente y sofisticado, a las ratas se les extrajo la dopamina hasta en un 99 % en el núcleo accumbens y neostriatum, usando 6-hidroxidopamina. Con esta gran reducción de dopamina, las ratas ya no pudieron alimentarse por su propia voluntad. Los investigadores las alimentaron de manera forzada y notaron las expresiones faciales que indicaban si les agradaba o no. Concluyeron que la reducción de dopamina no disminuye el placer de consumo, sino solamente el deseo de comer. En otro estudio, ratones con la dopamina incrementada mostraron un mayor deseo, pero no gusto por recompensas agradables.
Esto sugiere que el papel de la dopamina en la recompensa es más complejo de lo que se pensaba y que está más relacionado con la motivación o deseo (wanting) que con el placer (liking).[cita requerida]
Según este modelo, el sistema de recompensa se compone de tres elementos: saliencia del estímulo (deseo), el componente hedónico (placer) y el aprendizaje (condicionamiento).[cita requerida]

#### Saliencia del estímulo (deseo)
La dopamina tiene un papel central en la saliencia (perceptibilidad) de los estímulos potencialmente importantes, tales como las fuentes de recompensa o de peligro. Esta hipótesis sostiene que la dopamina ayuda a la toma de decisiones al influir en la prioridad, o el nivel de deseo, de estos estímulos a la persona en cuestión.[cita requerida]

#### Componente hedónico (placer)
Estudios detallados han mostrado que la dopamina no puede considerarse simplemente un sinónimo de placer. Existen vías que provocan la sensación de placer que no están relacionadas con el sistema de dopamina; por ejemplo, los opioides y los cannabinoides.

#### Aprendizaje (condicionamiento)
Los niveles de dopamina también varían en función de la predicción de recompensa. Cuando las recompensas son inesperadas o mayores a las previstas, producen un incremento a corto plazo de los niveles de dopamina. Mientras que cuando se espera una recompensa y ésta no aparece, los niveles de dopamina bajan.

#### Sustancias adictivas, dopamina y sistema de recompensa
Sustancias como la cocaína, la nicotina y las anfetaminas parecen generar directa o indirectamente el incremento de dopamina en esas áreas, y en relación con las teorías neurobiológicas de la adicción química, y se argumenta que esas vías dopaminérgicas se alteran patológicamente en las personas que presentan adicciones. Estas sustancias incrementan el deseo (wanting), pero no alteran las expresiones de placer (liking).
Los opioides y cannabinoides, en lugar de transmitir la dopamina, pueden modular el placer de los alimentos y la palatabilidad (sabor). Estas drogas sí incrementan expresiones de placer (liking).
Otros placeres, sin embargo, pueden estar más asociados con la dopamina. Un estudio informó que tanto la anticipación como la consumación de la conducta sexual (machos) fueron interrumpidos por receptores antagonistas de la dopamina. La libido puede incrementarse con sustancias que afectan la dopamina, pero no por otras que afecten a los péptidos opioides o a otros neurotransmisores.[cita requerida]

#### Fármacos, dopamina y sistema de recompensa
Se ha observado que los fármacos que reducen la actividad de la dopamina (neurolépticos; por ejemplo, algunos antipsicóticos) también reducen la motivación y que provocan anhedonia (incapacidad para experimentar placer).
Por el contrario, los agonistas de D2/D3 pramipexole y ropinirol tienen propiedades anti-anhedónicas, lo que ha sido estimado midiendo a través de la Escala del Placer de Snaith-Hamilton, que se introdujo en Inglaterra en 1995 para autoevaluar la anhedonia en pacientes psiquiátricos.
En los fármacos que aumentan la actividad de la dopamina (levodopa), se puede dar un efecto secundario de comportamiento compulsivo (apuestas, compras, coleccionismo, desinhibición sexual), y esto puede estar relacionado con un aumento de la dopamina.[cita requerida]

#### Otras funciones en el sistema de recompensa
La dopamina cumple más papeles en otros procesos del sistema de recompensa. Participa en la consolidación de recuerdos relacionados con la recompensa y en el aprendizaje de respuestas motoras que facilitan la adquisición de estímulos recompensantes.

## Trastornos del comportamiento
El bloqueo de los receptores cerebrales de dopamina aumenta (en vez de disminuir) el consumo de drogas. Dado que el bloqueo de dopamina disminuye el deseo, el aumento en el consumo de drogas se podría ver no como un deseo químico sino como un profundo deseo psicológico de «sentir algo».
Déficit en los niveles de dopamina se han relacionado con el trastorno por déficit de atención con hiperactividad (TDAH) y los medicamentos estimulantes usados exitosamente para tratar el aumento desmedido en los niveles de neurotransmisores de dopamina llevan a la disminución de los síntomas.

### Inhibición latente y creatividad
La dopamina de los circuitos mesolímbicos incrementa la actividad general y la de los centros regulatorios de la conducta, disminuyendo la inhibición latente. Estos tres efectos dan como resultado el incremento de la creatividad en la generación de ideas. Esto ha llevado al modelo trifactorial de la creatividad que incluye los lóbulos frontales, los lóbulos temporales y la dopamina mesolímbica.

## Relación con la psicosis
La dopamina anormalmente alta se asocia con psicosis y esquizofrenia.
Las neuronas de dopamina en la vía mesolímbica están particularmente asociadas con estos síntomas. Las pruebas vienen parcialmente del descubrimiento de una clase de drogas llamadas fenotiazinas (que bloquean los receptores de dopamina D2) que pueden reducir los síntomas psicóticos, y parcialmente del descubrimiento de drogas como la anfetamina y cocaína (que son conocidas por incrementar de manera importante los niveles de dopamina) que pueden causar psicosis. Por esto la mayoría de los modernos fármacos antipsicóticos, por ejemplo, risperidona, están diseñados para bloquear la función de la dopamina en diversos grados.

## Uso terapéutico
La dopamina en personas con enfermedad de Parkinson aparece al 50 % de los niveles normales y produce rigidez muscular y falta de coordinación motora. En esta enfermedad, las neuronas productoras de dopamina van degenerando lentamente, y aunque se desconocen las causas de esta degeneración neuronal, algunos casos parecen estar muy relacionados con la toxicidad de ciertos compuestos químicos, como los pesticidas.[cita requerida]
Levodopa es un precursor de dopamina usado de varias maneras en el tratamiento de la enfermedad de Parkinson. Es co-administrada típicamente con un inhibidor de la decarboxilación periférica (DDC, dopa decarboxilasa), incluyendo la carbidopa o benserazida. Los inhibidores de la ruta metabólica alternativa de la dopamina por la catecol O-metiltransferasa también son usados. Estos incluyen entacapona y tolcapona.
La dopamina es también usada como una droga inotrópica en pacientes con shock para incrementar el gasto cardíaco y la presión sanguínea
En la galactorrea (hiperprolactinemia) se utiliza como tratamiento un agonista de la dopamina llamado Cabergolina.

## La dopamina y la oxidación de la fruta
Las polifenol oxidasas (PPO) son una familia de enzimas responsables de la oxidación de frutas frescas y vegetales al ser cortados o golpeados. Estas enzimas usan oxígeno molecular (O2) para oxidar varios difenoles a su correspondiente quinonas. El sustrato natural para los PPO en la banana es la dopamina. El producto de su oxidación, la quinona dopamina se oxida espontáneamente en presencia de otras quinonas. Las quinonas entonces se polimerizan y condensan con aminoácido para formar pigmentos marrones denominados melaninas. Se cree que estas quinonas y melaninas derivadas de la dopamina podrían ayudar a proteger a las frutas y vegetales dañados de bacterias y hongos.

## Otros datos
Este neurotransmisor controla el sistema retiniano y los sistemas encargados de activar los centros responsables de la actividad motora, así como los de regular ciertas secreciones hormonales, de mandar información a células del mesencéfalo que conectan con el córtex frontal y con distintas estructuras del sistema límbico. Estos dos últimos sistemas tienen una función muy importante en la vida emocional de las personas y su mal funcionamiento es característico en algunos tipos de psicosis.
La dopamina aumenta la presión arterial. A dosis bajas aumenta el filtrado glomerular y la excreción de sodio. Es precursor de la adrenalina y de la noradrenalina, y además es compuesto intermediario en el metabolismo de las tiroxinas.
La dopamina como antioxidante y anti-inflamatorio
Hay evidencia que demuestra que la dopamina presenta efectos antioxidantes directos, esto quiere decir que, la molécula puede atrapar directamente radicales libres o especies reactivas que son capaces de oxidar. La dopamina es capaz de atrapar los radicales superóxido, hidroxilo y peroxilo que son moléculas altamente oxidantes y que se pueden producir dentro de la célula. 
Algunos autores señalan que esta capacidad la confieren los grupos hidroxilo que presenta en su estructura. Por otra parte, se han observado los efectos antiinflamatorios de la dopamina y se ha podido observar que una alteración en la señalización dopaminérgica puede ocasionar una respuesta inflamatoria en enfermedades neurológicas. 
También se ha observado que la dopamina inhibe la producción de algunas citoxinas (factor de necrosis tumoral, TNF, interleucina-6, IL-6 e interleucina-10, IL-10) a través de los receptores D1 y disminuir el estrés oxidante. 
Se considerada a la dopamina como una citocina antiinflamatoria por sí misma, esto porque trabaja por sí sola.
La dopamina se encuentra en algunas frutas y vegetales como el aguacate, la soya, la manzana, los banana y los pepinos, que presentan actividad antioxidante modulando la actividad de algunas enzimas como la superóxido dismutasa, la glutatión reductasa y la catalasa, además de actuar contra algunas especies reactivas como el peróxido de hidrógeno, el radical superóxido y el óxido nítrico. 
Diversos estudios han confirmado que algunos fármacos antagonistas de la dopamina (fármacos que se unen a los receptores de dopamina) o compuestos derivados de este neurotransmisor también pueden presentar actividad antioxidante y antiinflamatoria. 